# Don't Know Why
"Don't Know Why" is een nummer van de Amerikaanse muzikant Jesse Harris, die het in 1999 uitbracht op zijn album Jesse Harris & the Ferdinandos. In 2002 bracht de eveneens Amerikaanse zangeres Norah Jones een cover uit op haar debuutalbum Come Away with Me. In juli van dat jaar werd het nummer uitgebracht als haar debuutsingle.

## Achtergrond
"Don't Know Why" is geschreven door Harris en geproduceerd door Jones, Arif Mardin en Jay Newland. In een interview met het televisieprogramma Top 2000 à Go-Go vertelde Jones over het ontstaan van de cover: "Toen ik naar New York verhuisde om muziek te schrijven, begon ik een band met Jesse en Lee Alexandra. We speelden nummers van Jesse en we schreven zelf een paar nummers; ik schreef nummers en we deden een aantal covers. Dus maakten we een aantal demo's. "Don't Know Why" was een nummer dat Jesse volgens mij dat jaar had geschreven. We probeerden dat gewoon op te nemen. Het was de eerste keer dat we iets opnamen, het was een complete livetake en het klonk goed, dus we gingen verder, maar iedereen vond het goed, dus dat werd het eerste nummer op ons eerste album. [...] Ik wilde het nummer niet op het album zetten, want hij had zo veel andere nummers die ik mooier vond. Maar de uitvoering van "Don't Know Why" die we hadden opgenomen, dat we het er allemaal over eens waren dat het op het album moest staan."
Jones' versie van "Don't Know Why" bereikte de dertigste plaats in de Amerikaanse Billboard Hot 100 en hielp met de verkopen van haar album, dat wereldwijd de eerste positie bereikte. In het Verenigd Koninkrijk kwam het niet verder dan plaats 59, terwijl in Australië de vijfde plaats werd bereikt. In Nederland kwam het niet in de Top 40 terecht, maar piekte het wel op plaats 86 in de Mega Top 100. In het Verenigd Koninkrijk werd het nummer in 2003 opnieuw uitgebracht met een cover van "I'll Be Your Baby Tonight" van Bob Dylan op de B-kant. In 2003 ontving het nummer drie Grammy Awards in de categorieën Record of the Year, Song of the Year en Best Female Pop Vocal Performance.
Voor "Don't Know Why" werd een videoclip uitgebracht, geregisseerd door Anastasia Simone en Ian Spencer. In de video speelt Jones het nummer op een strand tijdens de zonsopgang, op een heuvel en bij een stand op een strand met een houten piano terwijl beelden vanuit de zee geprojecteerd werden op de muren. Het nummer is gecoverd door onder meer David Benoit, George Benson, Kenny G en Pat Metheny en is gebruikt in de televisieprogramma's Sesame Street en MADtv.

## Hitnoteringen

### Mega Top 100
| Hitnotering: 22-06-2002 t/m 20-07-2002 | Hitnotering: 22-06-2002 t/m 20-07-2002 | Hitnotering: 22-06-2002 t/m 20-07-2002 | Hitnotering: 22-06-2002 t/m 20-07-2002 | Hitnotering: 22-06-2002 t/m 20-07-2002 | Hitnotering: 22-06-2002 t/m 20-07-2002 | Hitnotering: 22-06-2002 t/m 20-07-2002 |
| Week                                   | 1                                      | 2                                      | 3                                      | 4                                      | 5                                      |                                        |
| -------------------------------------- | -------------------------------------- | -------------------------------------- | -------------------------------------- | -------------------------------------- | -------------------------------------- | -------------------------------------- |
| Positie                                | 91                                     | 91                                     | 86                                     | 90                                     | 100                                    | uit                                    |

### NPO Radio 2 Top 2000
| Nummer met noteringen in de NPO Radio 2 Top 2000 | '04 | '05 | '06 | '07 | '08 | '09 | '10 | '11  | '12 | '13 | '14  | '15  | '16  | '17  | '18  | '19  | '20  | '21  | '22  |
| ------------------------------------------------ | --- | --- | --- | --- | --- | --- | --- | ---- | --- | --- | ---- | ---- | ---- | ---- | ---- | ---- | ---- | ---- | ---- |
| Don't Know Why                                   | 314 | 361 | 685 | 819 | 674 | 806 | 914 | 1112 | 982 | 928 | 1245 | 1298 | 1547 | 1828 | 1388 | 1660 | 1759 | 1746 | 1954 |

1. ↑  Een vetgedrukt getal geeft de hoogste notering aan.
2. ↑  2004 was het eerste jaar met een notering voor dit nummer.
3. ↑  Deze tabel is bijgewerkt tot en met de laatste editie (2024).